# ブスカリン
ブスカリン(Buscaline)または3,5-ジメトキシ-4-ブトキシフェネチルアミン(3,5-dimethoxy-4-butoxyphenethylamine)は、幻覚剤の1つで、メスカリンのアナログである。アレクサンダー・シュルギンが最初に合成し、著者PiHKALの中で、最小服用量を150 mg、持続時間を詳細不明（数時間）とした。幻覚作用や向精神作用は持たないが、不整脈と軽い下痢を引き起こす。薬理学的特性、代謝、毒性については、ほとんどデータがない。